# 吉田顕三

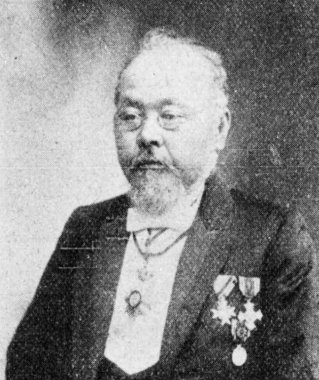
吉田顕三

吉田 顕三（よしだ けんぞう、嘉永元年4月8日（1848年5月10日） - 大正13年（1924年）3月1日）は、日本の衆議院議員（壬寅会→中正倶楽部）。海軍軍医大監。

## 経歴
安芸国山県郡吉坂村（現在の広島県山県郡北広島町）出身。1865年（慶応元年）より京都・大坂で医学と英語を学んだ。1868年（明治元年）、箱館府民政方病院掛となるが、箱館戦争が起こると甲鉄艦乗組医官を務めた。その後軍艦や海軍病院に勤務。1872年（明治5年）よりイギリス留学を命じられた。1878年（明治11年）に帰国後は、軍医少監に任ぜられ、軍医中監、軍医大監と昇進した。その間、医務局副長、海軍病院副長、同院長を務めた。また1881年（明治14年）からは大阪府立病院長・大阪府立医学校長も務めた。1888年（明治21年）、予備役編入。翌年、大阪に吉田病院を開いた。義和団の乱の際には日本赤十字社病院船弘済丸の医長を務めた。
1902年（明治35年）、第7回衆議院議員総選挙に出馬し、当選。第8回衆議院議員総選挙でも再選を果たした。
墓所は大阪の四天王寺。

## 著書
- 『ヒポクラテース』（1914年、南江堂）